# G・DEFEND
『G・DEFEND』（ジー・ディフェンド）は、森本秀による日本の漫画作品。

## 概要
冬水社の漫画雑誌『Racish』にて1993年より連載開始。2001年に後継誌となる『いち＊ラキ』に移籍。
1997年2月24日の第9巻発売後、一旦連載を中断。替わって連載開始した作者が手がける別作品『仁獣芳烈伝』の完結後に、『G・DEFEND』の連載を再開。
2007年4月20日の第31巻発売の後、再び連載を中断。同様に森本秀の別作品『アスタリスク』の連載が開始されたが、2008年2月20日発売の同年4月号より『G・DEFEND』の連載を再開。
2008年6月20日の第32巻発売の後、『いち＊ラキ』本誌での連載を休止し、第33巻以降は描き下ろしによる刊行を継続。
2013年2月20日発売の『いち＊ラキ』同年4月号より連載を再開。2018年8月号にて同誌休刊により、以降は58巻より再び単行本描き下ろしとなっていたが、2024年10月25日創刊の『デジ＊ラキ』同年12月号より連載再開。
単行本は冬水社「ラキッシュコミックス」レーベルより既刊79巻（2024年10月25日時点）。77巻からは電子書籍のコミックスが主体となり、紙版は販売価格の異なるプリントオンデマンド版となる。
近未来を舞台に、国会警備隊（通称：DG）の隊長石川 悠と、そのSPであり恋人の岩瀬 基寿を中心とした物語。ボーイズラブ要素が含まれている。

## あらすじ
西暦2022年。政治テロが相次ぐ国会では、新たな警備体制として国会警備隊を設置、テロ組織はその総指揮をとる教官を狙い始める。歴代の教官が次々と殉職する中、8代目教官・石川だけは、彼を愛するSP岩瀬の決死の働きによって数々の危険をかいくぐってきた。

## 登場人物

### 主人公
石川 悠（いしかわ はるか）
4月24日生まれ。高知県出身。身長176cm、牡牛座のA型。日本酒が好き。
国会警備隊第8代目隊長。歴代の隊長の中でも在任期間が長い。しっかり者だが、その容姿ゆえ、男に好意を寄せられやすい。
石川家の長男で、父親を亡くしてからは、2人の弟の面倒を見ていた。基寿とは恋人同士で、二人きりの時のみ「基寿」と呼んでいる。酒を飲むとキス魔になるが、その事実を知っていた西脇と宇崎は隠し、「酒を飲むと暴れる」と言っていた。現在は「酒を飲むと（嫌いな人間以外に）抱きつく」として落ち着いている。
隊員同士の恋愛が禁止されている為、基寿との関係を知られないように努力しているが、班長組や信頼できる友人には既に知られている。
岩瀬 基寿（いわせ もとひさ）
8月8日生まれ。神奈川県出身。身長196cm、獅子座のA型。
国会警備隊隊長付きのA級SP。悠に一目惚れし、悠に怪我をさせたくないからと、強引に国会警備隊隊長付きのSPになった。悠とは恋人同士で、基寿の方から告白した。二人きりの時のみ「悠さん」と呼んでいるが、仕事中にそう呼んでしまうこともあり、そのたびに怒られている。西脇曰く「大型犬」。アレクとは同期。自分よりも悠がもてていると思い込んでいて、自分が好かれていることを自覚していない。

### 国会警備隊
篠井 澪（ささい みお）
国会警備隊副隊長。自部隊に犠牲者が出た事が無い事から「勝利者 篠井（マスター ささい）」の異名を持つ切れ者。冷静で無表情なため怖い印象を持たれがちだが、実際は人当たりが良く、悠とは違った意味で指導者向きの性格。額の右上にある銃弾の痕も当時の部下を庇って出来たもの。爆発物の処理にも長け、単純な作りの物なら処理班を呼ばずとも自分で解体できる。
当初は悠に代わる"真の隊長"候補として委員会の指名を受けて副隊長に就任するが、悠の作り上げた隊の姿を目の当たりにし、悠のもとで働きたいと考え自ら隊長職を辞退。正式に副隊長となる。過去に部下に裏切られた経験から馴れ合いをすべきではないと考えていたが、現在は認識を改め、隊員たちと仕事外での交流もしている。
シアとレスニーとは隣の家に引っ越してきたことが縁で本当の兄弟のように育ち、「ミオ」と呼ばれ懐かれている。双子である彼らを見分けることもできる。
マーティ・スコット
1月28日生まれ。
国会警備隊副隊長付きのSP。外見は中性的だが、中身は男前。
基寿とは研修生時代からの知り合いで片想いの相手でもあった。基寿と悠の仲を察し、悠に攻撃的な言葉を投げつけて精神的に追いつめることもあったが、基寿の本気を知って涙ながらに想いを諦めた。その後は悠とも和解し、二人の関係を応援している。
アレクとは恋人同士。アレクが周囲から変人扱いを受けていることについては複雑に感じている。
ダグ
コーギー種の小型犬。
元は代議士政策秘書の飼い犬だった。主人を目の前で殺されてしまうが、犯人の顔を覚えており、ずっとその人物を探していた。後に警備隊の協力もあって犯人を捕まえることに成功。主人の仇をとった。事件がメディアに取り上げられたことで総理と委員会も公認の議事堂マスコットとなり、隊の内外問わず人気者に。普段は議事堂内や隊員の部屋を渡り歩き、割と自由に過ごしている。
主人の事件以来、火薬の臭いに敏感。友人と恋人の区別がつくのではないかという噂がある。

#### 外警班
西脇 巽（にしわき たつみ）
国会警備隊外警班班長。
5月1日生まれ。東京都出身。身長188cm、牡牛座のAB型。
警備隊一の情報網を持つ秘密主義者。筋金入りの甘い物嫌いで匂いを嗅ぐことすら苦手。
悠とは気の置けない仲で、その付き合いは訓練校時代まで遡る。壁を作り孤立する悠に喧嘩をふっかけ、周囲と和解するきっかけを作った。また、当時から自分の魅力に疎かった悠をガードする役目も担っていた。（現在は基寿にその役目を譲っている）
紫乃とは恋人同士。紫乃が自身に想いを向けていることに薄々感づいており、気を引く目的もあり月に一度の検診から逃げ続けていたが、好意を自覚した紫乃が自分を避け始めたため一転して自ら想いを告げた。かなりのヘビースモーカーだったが、恋人になる以前、紫乃に言われ、タバコを吸うのをやめた。
訓練校の有馬や内藤とは悪友のような関係。
以前は老舗企業に勤め周囲からの評価も高かったが、レールの上を走らされるような安定した日々にどこか物足りなさを感じており、偶然知った国会警備隊に興味を抱いて一念発起したという経歴がある。
羽田（はだ）
国会警備隊外警班副班長。
池上 潤（いけがみ じゅん）
12月3日生まれ。皆から頼られる良き先輩。
鷹夜とは恋人同士。新人時代はかなりの偏食だったため連日鷹夜から改善指導を受けており、その過酷さから、当初は苦手意識を持ち夢に見るほど怖がっていた。しかし、嫌いな物を食べるたびに褒められ、好き嫌いも自分が思うほど多くなかった事が分かり、食堂に通うことが楽しみになる。後に仕事に支障をきたすほど鷹夜への想いが強くなっていたことに気づき告白。鷹夜からも想いを伝えられ両想いになった。この日に雨が降っていたため、雨が好き。
グレイ・ランベール
元々はロスの隊員だったが、研修を経て正式に日本勤務に。徐々に日本語の聞き取りが上手くなり、片言ながら話すことも出来るようになった。
恋愛の相手が男でも良いということをオープンにしていて、過去に悠を狙っていた一人でもあった。当時は巽のガードもあり彼を落とすことはできなかったが、研修の際に再アタックする。しかし、基寿に強力な妨害を受けたことや、悠の基寿への想いを知ったことから最終的に身を引く。
俊也とは恋人同士。悠から想いを断られた直後に彼とぶつかってしまい、偶然眼鏡を外した素顔を目撃したことから一目ぼれしてしまう。
本木 惣伍（もとき そうご）
隊の元気の源で、ムードメーカー。隊長を慕い、偽隊長出現の際は進んで偽者を見つけ出そうとしたほど。基寿をいつか乗り越えようと燃えている。怖いもの知らず。
6人兄弟の末っ子で、上に5人の兄がいる。小学校時代はサッカーをしていた。暑いのも寒いのも平気だが、雨だけは嫌い。子供に慕われやすい。由弥とは恋人同士。
壇 惟貴（弟）（だん ゆいき・おとうと）
壇兄弟の双子の弟で、実兄を「兄」と呼んでいる。
梅沢（うめざわ）
普段は頼りないが、「光の標」編では男らしいところを見せる。
安藤（あんどう）
2023年度に入隊した新人。
滝沢
2023年度に入隊した新人。

#### 室管理班
三舟（みふね）
国会警備隊室管理班班長。
野田 皐（のだ さつき）
国会警備隊室管理班副班長。旧姓は室井で、優弥と結婚した。由弥の義姉。現在産休の為、現在は真田が副班長。石川・西脇達とは同期。ラベンダーの香りが苦手。
室井（むろい）
皐の弟。
有吉（ありよし）
花が好きで、香取と共に館内の全ての花の世話をしている。言葉遣いが丁寧。身長は高いが、小さいものが好き。
松岡（まつおか）
2023年度に入隊した新人。
香取ちとせ（かとり）
2023年度に入隊した新人。女性。花が好きで、有吉と共に館内の全ての花の世話をしている。ロイド兄弟の大ファンだが、彼らに真っ黒になってしまった手を褒めてもらったことで、他の仕事をしている友達に手を見られることが辛くなくなった。

#### コンピュータ班
野田 優弥（のだ ゆうや）
国会警備隊コンピュータ班班長。由弥の実兄。皐の夫。
山下
国会警備隊コンピュータ班副班長。
野田 由弥（のだ よしみ）
優弥の実弟。皐月の義弟。
惣伍とは恋人同士。小学四年生の時、放課後のグラウンドでサッカーをしている惣伍を見かけ、小柄ながらも奮闘する姿に「自分には無いものを持つ人」として憧れを抱くようになる。惣伍が2歳年下である事や自身の転校も重なり会えない時期もあったが、中学校・訓練校・警備隊と奇跡的に再会。惣伍と寮の部屋が同室になったことで距離が縮まり、言い合いができるほどの仲になる。由弥自身はそれ以上を望むつもりは無かったが、酔って一緒のホテルに泊まった際に告白まがいの言葉を口走ってしまい、結果として惣伍と付き合うことに。当初は悠に懐く惣伍を見て自分は二番目であると思っていたが、後に誤解であることが分かり本当の意味で結ばれた。猪突猛進で暴走しやすい惣伍を止めることができる唯一の存在と言って良く、無茶をする彼を常に心配し気遣っている。
壇 佑羅（兄）（だん ゆうら・あに）
壇兄弟の双子の兄で、実弟を「弟」と呼んでいる。
城 皇親（じょう きみちか）
9月30日生まれ。
父親は悠の前任者に当たる国会警備隊第7代目教官で故人。父親が殉職した事件で当時教官補佐官だった悠に「教官を見殺しにした」などのあらぬ噂が経った際、それを信じ込んだために長く彼を恨んでいた。警備隊に配属されてからも一方的な衝突を繰り返したが、隊員が悠を慕う姿を見て考えを改め、徐々に態度も軟化していった。
現在はアレクになついており彼からは「お城ちゃん」と呼ばれているが、アレク以外がその名を使うことは嫌う。巽とは情報の共有をよく行っている。
小野（おの）
悠達の同期。野田優弥曰く「恐ろしいハッカー」。「光の標」編ではその能力を発揮。
鶴田（つるた）
2023年度に入隊した新人。女性。
神戸（かんべ）
2023年度に入隊した新人。

#### 整備班
紀井 智司（きい さとし）
国会警備隊整備班班長。
真矢 緋琉（まや ひりゅう）
国会警備隊整備班副班長。9月生まれ。好きな相手にかなり執着する為、それが原因で以前の彼女と破局。宇崎に恋を寄せ、恋人同士になるも、なかなか進展しないことに不満を抱き、強引に迫るが逆に引かれてしまう。怒ってしまうが、それでも、好きだということが勝り、休暇中の宇崎の実家に押しかけたことがある。真田と同級生。
坂口 幸士朗（さかぐち こうしろう）
牧山とは恋人同士。第1巻では牧山とのことがきっかけで隊内での恋愛禁止に。
牧山 聖睦（まきやま さとむ）
坂口とは恋人同士。

#### 開発班
アレク・サカモト
11月27日生まれ。国会警備隊開発班班長。一応アメリカ人。基寿の同期で友人。ロスのDGだったが、日本に転勤。開発が趣味で、様々な物を開発し、部屋に溢れかえっている。マーティが特別好き。城が気に入っていて、兄弟のような存在。開発班だが、戦闘能力が高く、自ら危険な場所へ行き、戦う。基寿とは互角に戦える相手でもある。爆発物にも詳しく、マニアだといわれることもしばしばある。
宇崎 万尋（うざき まひろ）
10月生まれ。国会警備隊開発班副班長。祖母がイギリス人。悠達の同期で、西脇が悠にふっかけた喧嘩を身を挺して止めた。故障した物を直したり、暗視スコープや閃光手榴弾などを自分で作る為、西脇に「どこかのゲリラ部隊にいたのか」と思われていた。2人の妹がいる。甘い物が好きで、クロウと一緒にケーキバイキングに行くほど。勘が良い。
真矢から執拗に迫られ、一度は逃げるが、それでも真剣な真矢に心が動き、現在は恋人同士。
ロウ
イギリス人。プロテクターの開発テストの際、本木と勝負した。手を抜くことを嫌う。アレクのその人柄に惹かれ、今に至る。日本語をマスターしている。
冠 蓮
香港人と日本人のハーフ。足技を得意とする。プロテクターの開発テストの際、本木と勝負した。
パレ
アメリカ人。
植草 累（うえくさ るい）
多国籍的な開発班で唯一の日本人。以前は室管理班にいたが、2023年度の9月から開発班に移動となった。アレクから「うえぽん」と呼ばれる。
細かいところに気が付く性格で、爆弾付のラジコン飛行機が国会を襲撃した際は翼の塗装をはがしてその出所を特定した。
妻夫木（つまぶき）
2023年度に入隊した新人。冠から「妻夫木ん（つまぶきん）」と呼ばれている。

#### 爆発物処理班
森繁（もりしげ）
国会警備隊爆発物処理班班長。一部の者にだけ近年脱退することが告げられている。
クロウド・クロウ
国会警備隊爆発物処理班副班長。森繁の脱退後は班長に昇進する予定。
悠達とは同期。海外研修の後、日本に帰国。甘い物への執着心は凄まじいもので、甘いものを手に入れるためなら手段を選ばない。キレると怖い。酒も飲むが、酔うと、服を脱ぎ、キスしたりする。帰ることには元通りになっているという。西脇曰く「悪魔」で、クロウに逆らえる人間は少ない。
れのんとは恋人同士。
平田 爽（ひらた あきら）
森繁の脱退後は国会警備隊爆発物処理班副班長に昇進する予定。
クロウが大怪我した時には大奮闘した。

#### 調理班
岸谷 鷹夜（きしたに たかや）
5月1日生まれ（西脇と同じ誕生日）。料理長。元・国会警備隊外警班班長。右目の目元に傷痕があり、そのきっかけとなった事件で片思いの相手を失う。右目の傷痕は今も視力障害を起こし、距離感がつかめないことがある。現在は池上と恋人同士。「食堂の主」と呼ばれ、食堂の空気は岸谷の機嫌が悪いと重いものになる。その岸谷の機嫌を直すことのできるのは池上だけだが、その池上自身は西脇の一言で機嫌がよくなってしまうことが岸谷は納得がいかないらしい。西脇からは「過保護キング」とも呼ばれている
浅野 れのん（あさの）
調理班の一員。甘いものが好きで、食べる時も何でできているか食べながら考えてしまう。お菓子作りも好き。それがきっかけで、クロウと知り合い、今の職も紹介される。クロウとは恋人同士のはずだが、周りからクロウの奴隷のように見られることもある。50人分の注文の把握、個々の好き嫌いやアレルギーを覚えていて、料理人としての腕も良い。

#### 医務班
Dr.堺（ドクター・さかい）
外科医。紫乃が来る以前から国会警備隊の医務班として働く医師。怪我人には容赦がなく、力づくで治療する。三浦を推薦した本人でもある。
橋爪 紫乃（はしづめ しの）
2月8日生まれ。東京都出身。身長177cm、水瓶座のA型。
内科医。月下美人と呼ばれ、隊内一の美貌の持ち主。西脇とは恋人同士。「Dr（ドクター）」と呼ばれるきっかけは、初めにそう呼んだ西脇。彼の身を心配する。館内を回り、医務室に行こうとしない隊員を見つけ、引き連れていく。射撃が得意。美人だが、怒らせると怖い。背中に大きな2本の消えない傷がある。中学時代に同級生の赤井陽典に告白し、死別した過去を持つ。
三浦 瞭（みうら りょう）
陽典の従兄。外科医。篠井の額の傷を診た医者でもある。自称、三日寝ないで働ける医師。MSF（国境なき医師団）に参加、堺医師の紹介によりJDG医務班へ。赴任初日に内科医の橋爪紫乃に告白し、好意を寄せている。

#### 訓練校
有馬（ありま）
訓練校の教官。妻とは死別し、子供はいない。タバコを吸う。内藤と仲が良く、西脇を交えて、酒を飲むことがある。
榎木（えのき）
元刑事。石川・西脇達の同期。父親が刑事で、悠の父親である石川議員が死亡したテロ事件の際に巻き込まれて死亡。訓練校時代、民間人を庇って腕に怪我負い、途中で抜けることになった。現在は訓練校の教養担当だが、何度か警備隊に誘われるも断っている。

### 警察
内藤 将征（ないとう まさゆき）
危機管理局テロ対策日本支部部長。隊員のことを考えていて、本人は認めたがらないが、隊のお父さん的存在。タバコを吸う。有馬と仲が良く、その縁で西脇ともたまに酒を飲む。

### 総理官邸
葵（あおい）
現・内閣総理大臣の女性。旅行することが好きで、お忍びでたまにプライベート旅行に行き、その旅行には秘書やSPが同行している。旅先で、悠と基寿と偶然出会い、二人の関係に気づき、二人の味方になる。
尾美 佑（おみ ゆう）
総理官邸警備隊副隊長。悠達と同期。過去、犬に酷い目に合わされて以来、犬が大の苦手で、過呼吸を引き起こしたこともある。メカダグも駄目。クロウから「えみゅー」と呼ばれ、同期の間ではそれが定着。本人はその呼び名を嫌う。同期の西脇とクロウを勝手に敵視していて、訓練校時代はその志望場所を気にしていた。康とは昔からの同級生。
康 杏也（こう きょうや）
総理官邸警備隊外警班班長。悠達と同期。尾美と仲が良いが、他の同期とも仲が良い。尾美とは昔からの同級生。

### 警備委員会
宮沢 一途（みやざわ かずみち）
警備委員会査察員長。
国会警備隊設立以前から国会の警備に当たっていた悠たちの先輩にあたる人物だが、館内警備中に起こった不審物の爆発により片足を失い、委員会へと転属した。
元々人付き合いをしない真面目で厳しい人物だったが、事故に遭ってからは更に閉鎖的で冷たい性格となった。
胃炎で入院した際に出会った看護師とは後に恋人同士となり、その影響で性格も多少軟化してきている。
彼が査察に訪れた日は普段ならありえないようなトラブルが多発するため、隊員たちからは「破壊王」の異名で呼ばれている。
江角 俊也（えすみ としや）
警備委員会の査察員の一人。
グレイとは恋人同士。以前は基寿に好意を寄せており匿名で告白を行ったが失恋する。その後、上司とはぐれた際にグレイと接点ができ、以降何かと彼を気にするように。一度はグレイへの想いを否定し忘れてしまおうとするが、彼が代議士に刺されたときに自分の気持ちを自覚した。

### 隊員の家族

#### 石川家
石川（いしかわ）
悠・晋・登の父親。朝が弱い。国会議員だったが、テロ事件に巻き込まれ死亡した。
石川 晋（いしかわ すすむ）
石川家の次男。高校時代の友人だった緒方と恋人同士になり、現在は東京の大学に通い、同居している。
石川 登（いしかわ のぼる）
石川家の三男。叔父宅で現在過ごしている。体は大きく成長しても中身は変わらず子供っぽいところがある。彼女がいる。「本木二号」と呼ばれている。進路に悩んでいたが、国会警備隊に入る為だけに高校進学を選ぶ。かなりのお兄ちゃん子で、基寿や緒方を敵視する。

#### 岩瀬家
岩瀬 明（いわせ あきら）
基寿・海里の父親。職業はインテリアコーディネーター。
悠との初対面は偶然によるもので、悠の素性を見抜きつつも自身は「アッキー」を名乗り観察するような態度をとった。悠からはどこか見覚えがあると思われていた。
トラップを仕掛けるのが趣味で、山中でキャンプをしている時、基寿とアレクをひっかけたこともある。
基寿から悠が恋人だと告げられた時は、罪悪感を抱く悠を宥めて二人の関係を受け入れた。後に悠と再会した際は「MY SON（私の息子）」と呼び抱擁を交わしている。
岩瀬 あかり（いわせ あかり）
基寿・海里の母親。
基寿と悠の仲を好意的に捉えた明や海里と違い当初は悠に冷たく当たったが、母親として息子を案じた故の態度であり、二人の絆が本物だと確信した後は悠を暖かく迎え入れた。
岩瀬 海里（いわせ みり）
基寿の妹。基寿が身内で初めて、恋人が男であることを明かした相手でもある。友人にも男が好きという人間がいるらしく、すぐに受け入れた。ただし、その相手が悠である事を告げられたのは父親の明よりも後だったためむくれていた。
後に日系アメリカ人の彼氏との結婚し、海里・ウェインとなる。
巴淑（はすみ）
基寿・海里の従妹（海里とはどちらが年上かは不明）。ロスの大学に通う。彼氏がいる。

#### 本木家
下の名前は不明。第18巻収録「G・DEFEND The19th オムニバス 2.本木ブラザーズ」にのみ登場。
本木 （もとき ）
本木家長男。バツ2。見た目は遊び人に見える。惣伍に国会警備隊になることを勧めた人物。続くかどうかを兄弟で賭けていた。ちなみに長男は続く方に賭けていたらしく、取り分としてTシャツを惣伍にプレゼントした。
本木 （もとき ）
本木家次男。愛妻家で子供が2人いる。見た目からちゃんとした会社で働いていることがうかがえる。
本木 （もとき ）
本木家三男。その道の人といわれ、惣伍を「惣ちゃん」と呼んでいるが、惣伍本人はその呼び名を嫌がっている。三男は、続かないほうに賭けていたらしい。西脇に会いたいような言動を見せる。
本木 （もとき ）
本木家四男。硬派な車のデザイナー。惣伍とはよく喧嘩をしているように思われる。
本木 （もとき ）
本木家五男。一番悪魔かもしれないフリーター。惣伍含めた6人兄弟の中で一番背が低い。ロンドンへ旅行した際、おみやげとしてファンシーで大きなテディベアをプレゼント。惣伍に彼女がいるかいないかを確認する為の行動と思われ、素は惣伍以外の兄弟の前でしか見せていないと思われる。その後、そのテディベアは由弥にプレゼントされた。

#### 西脇家
ストーリー本編には直接登場しない。名前の読み方は不明。
西脇 恭一
巽の父親。内科医。巽の検診嫌いはこの父親が原因。
西脇 妃奈
巽の母親。

#### 橋爪家
両親はストーリー本編には直接登場しない。名前の読み方は不明。
橋爪 十希也
紫乃・紫茉の父親。
橋爪 由乃
紫乃・紫茉の母親。
橋爪 紫茉（はしづめ しま）
紫乃の双子の姉。西脇は初対面で紫乃と紫茉を見分けた。西脇と紫乃の仲を取り持つこともしばしば。三浦に好意を寄せている。

### その他の人物
赤井 陽典（あかい あきのり）
紫乃と紫茉の同級生であり、紫乃が初めて好きになった人。急性骨髄性白血病で死亡。
緒方 磨巳爾（おがた まなみ）
大企業の息子。晋の恋人。現在、東京で同棲中。
ノア・フォード
ロス市警強盗殺人課刑事。ビリーの恋人。
シア・ロイド、レスニー・ロイド
アメリカの俳優で、「ロイド兄弟」と呼ばれている双子。
ザックガッセ
日本国内の危機管理体制に警鐘を鳴らしインターネットで呼びかける正体不明のテロリスト。一度は捕まるが、護送中に逃亡。

## 書籍情報

### 単行本
- 森本秀『G・DEFEND』冬水社〈いち＊ラキコミックス〉既刊79巻・以下続刊（2024日10月25日）[1]

1. 1994年10月19日発売、ISBN 4-88-741019-0
2. 1995年4月18日発売、ISBN 4-88-741020-4
3. 1995年10月19日発売、ISBN 4-88-741021-2
4. 1995年11月19日発売、ISBN 4-88-741022-0
5. 1996年2月24日発売、ISBN 4-88-741023-9
6. 1996年4月24日発売、ISBN 4-88-741024-7
7. 1996年7月24日発売、ISBN 4-88-741025-5
8. 1997年2月24日発売、ISBN 4-88-741072-7
9. 1997年7月10日発売、ISBN 4-88-741084-0
10. 2001年2月10日発売、ISBN 4-88-741429-3
11. 2001年4月24日発売、ISBN 4-88-741442-0
12. 2001年8月20日発売、ISBN 4-88-741462-5
13. 2001年12月24日発売、ISBN 4-88-741481-1
14. 2002年4月24日発売、ISBN 4-88-741499-4
15. 2002年7月20日発売、ISBN 4-88-741513-3
16. 2002年10月20日発売、ISBN 4-88-741527-3
17. 2002年12月20日発売、ISBN 4-88-741536-2
18. 2003年4月20日発売、ISBN 4-88-741552-4
19. 2003年8月20日発売、ISBN 4-88-741565-6
20. 2003年11月20日発売、ISBN 4-88-741575-3
21. 2004年2月20日発売、ISBN 4-88-741584-2
22. 2004年4月20日発売、ISBN 4-88-741590-7
23. 2004年7月20日発売、ISBN 4-88-741603-2
24. 2004年11月20日発売、ISBN 4-88-741621-0
25. 2005年3月20日発売、ISBN 4-88-741640-7
26. 2005年6月20日発売、ISBN 4-88-741653-9
27. 2005年9月20日発売、ISBN 4-88-741673-3
28. 2006年1月20日発売、ISBN 4-88-741696-2
29. 2006年5月20日発売、ISBN 4-88-741715-2
30. 2006年10月20日発売、ISBN 4-88-741737-3
31. 2007年4月20日発売、ISBN 978-4-88-741757-1
32. 2008年6月20日発売、ISBN 978-4-88-741858-5
33. 2008年7月20日発売、ISBN 978-4-88-741861-5
34. 2008年10月20日発売、ISBN 978-4-88-741878-3
35. 2009年3月20日発売、ISBN 978-4-88-741908-7
36. 2009年11月20日発売、ISBN 978-4-88-741961-2
37. 2010年8月20日発売、ISBN 978-4-86-423030-8
38. 2011年4月20日発売、ISBN 978-4-86-423089-6
39. 2011年11月20日発売、ISBN 978-4-86-423138-1
40. 2012年6月20日発売、ISBN 978-4-86-423171-8
41. 2013年4月20日発売、ISBN 978-4-86-423222-7
42. 2013年8月20日発売、ISBN 978-4-86-423233-3
43. 2013年12月20日発売、ISBN 978-4-86-423250-0
44. 2014年4月20日発売、ISBN 978-4-86-423267-8
45. 2014年8月20日発売、ISBN 978-4-86-423284-5
46. 2014年12月20日発売、ISBN 978-4-86-423301-9
47. 2015年4月20日発売、ISBN 978-4-86-423309-5
48. 2015年8月20日発売、ISBN 978-4-86-423334-7
49. 2015年12月20日発売、ISBN 978-4-86-423346-0
50. 2016年04月20日発売、ISBN 978-4-86-423374-3
51. 2016年8月20日発売、ISBN 978-4-86-423383-5
52. 2016年12月20日発売、ISBN 978-4-86-423393-4
53. 2017年4月20日発売、ISBN 978-4-86-423403-0
54. 2017年8月20日発売、ISBN 978-4-86-423411-5
55. 2017年12月20日発売、ISBN 978-4-86-423422-1
56. 2018年４月20日発売、ISBN 978-4-86-423431-3
57. 2018年8月20日発売、ISBN 978-4-86-423439-9
58. 2018年10月20日発売、ISBN 978-4-86-423443-6
59. 2019年1月25日発売、ISBN 978-4-86-423449-8
60. 2019年4月25日発売、ISBN 978-4-86-423454-2
61. 2019年7月25日発売、ISBN 978-4-86-423459-7
62. 2019年10月25日発売、ISBN 978-4-86-423465-8
63. 2020年1月25日発売、ISBN 978-4-86-423470-2
64. 2020年4月25日発売、ISBN 978-4-86-423482-5
65. 2020年10月25日発売、ISBN 978-4-86-423489-4
66. 2021年1月25日発売、ISBN 978-4-86-423494-8
67. 2021年4月25日発売、ISBN 978-4-86-423500-6
68. 2021年7月25日発売、ISBN 978-4-86-423507-5
69. 2021年10月25日発売、ISBN 978-4-86-423516-7
70. 2022年1月25日発売、ISBN 978-4-86-423523-5
71. 2022年7月25日発売、ISBN 978-4-86-423534-1
72. 2022年10月25日発売、ISBN 978-4-86-423539-6
73. 2023年1月25日発売、ISBN 978-4-86-423545-7
74. 2023年4月25日発売、ISBN 978-4-86-423552-5
75. 2023年7月25日発売、ISBN 978-4-86-423558-7
76. 2024年1月25日発売、ISBN 978-4-86-423571-6
77. 2024年4月25日発売、ISBN 978-4-86-423579-2
78. 2024年7月25日発売、ISBN 978-4-86-423580-8
79. 2024年10月25日発売、ISBN 978-4-86-423585-3

- 森本秀『G・DEFEND』（新装版）冬水社〈ラキッシュコミックス〉既刊75巻・以下続刊（2023年10月25日）[2]
- 森本秀『G・DEFEND』（文庫版）冬水社〈冬水社文庫〉既刊45巻・以下続刊（2024年1月25日）[3]

### 関連書籍
- 『もっと!!G・DEFEND―イラスト・データ攻略ファイル―』 冬水社 2002年12月20日発売 B5判 ISBN 4-88-741539-7
- 『20周年記念画集 G・DEFEND』 冬水社 2013年6月20日発売 A4判 ISBN 978-4-86-423231-9